# 에스페란토 문자
에스페란토 문자(에스페란토: Esperanta Alfabeto 에스페란타 알파베토)는 에스페란토의 표기에 쓰는 문자다. 총 28자의 알파벳이며, 26자의 기본 라틴 알파벳과 비교하면 Q, W, X, Y가 없고 대신 Ĉ, Ĝ, Ĥ, Ĵ, Ŝ, Ŭ를 포함한다.
에스페란토 문자는 1자1음(에스페란토: unu litero, unu sono 우누 리테로, 우누 소노)의 원칙을 따르는 표음 문자다. 즉 고유 명사 외에는 예외 없이 쓰인 대로 읽는다.

## 문자 목록
모음은 그대로 발음하고, 자음은 해당 자음에 -o를 붙여서 읽는다.
| 대문자 | 소문자 | 문자의 명칭[1]                                  | 음가    | 비고                                                                    |
| ------ | ------ | ----------------------------------------------- | ------- | ----------------------------------------------------------------------- |
| A      | a      | a 아                                            | /a/     | 한국어의 ㅏ.                                                            |
| B      | b      | bo 보                                           | /b/     | 한국어 유성음 사이의 ㅂ ("나비").                                       |
| C      | c      | co 초                                           | /ts/    | 독일어의 z, 영어 its 이츠[*]의 ts.                                      |
| Ĉ      | ĉ      | ĉo 초                                           | /tʃ/    | 영어: chat 챗[*]의 ch, 독일어: Deutsch 도이치[*]의 tsch.                |
| D      | d      | do 도                                           | /d/     | 한국어 유성음 사이의 ㄷ ("바다").                                       |
| E      | e      | e 에                                            | /e/     | 한국어의 ㅔ.                                                            |
| F      | f      | fo 포                                           | /f/     |                                                                         |
| G      | g      | go 고                                           | /ɡ/     | 한국어 유성음 사이의 ㄱ ("안개").                                       |
| Ĝ      | ĝ      | ĝo 조                                           | /dʒ/    | 영어의 j.                                                               |
| H      | h      | ho 호                                           | /h/     | 한국어 어두의 ㅎ ("하늘").                                              |
| Ĥ      | ĥ      | ĥo 호                                           | /x/     | 한국어 "흐"의 ㅎ ("흠집"), 독일어의 ch.                                 |
| I      | i      | i 이                                            | /i/     | 한국어의 ㅣ.                                                            |
| J      | j      | jo 요                                           | /j/ /i̯/ | 한국어 ㅑ, ㅕ, ㅛ, ㅠ의 첫 소리. aj, ej, oj, uj의 끝 소리. 짧은 /i/.    |
| Ĵ      | ĵ      | ĵo 조                                           | /ʒ/     | 프랑스어의 j, 영어 영어: vision 비전[*]의 s.                            |
| K      | k      | ko 코                                           | /k/     | 이탈리아어나 스페인어의 k, 영어의 skin의 k.                             |
| L      | l      | lo 로                                           | /l/     | 영어의 l, 표준 중국어의 ㄌ.                                             |
| M      | m      | mo 모                                           | /m/     | 한국어 ㅁ.                                                              |
| N      | n      | no 노                                           | /n/     | 한국어 ㄴ.                                                              |
| O      | o      | o 오                                            | /o/     | 한국어 ㅗ.                                                              |
| P      | p      | po 포                                           | /p/     | 이탈리아어나 스페인어의 p, 영어의 spin의 p.                             |
| R      | r      | ro 로                                           | /r/     | 한국어 어두의 ㄹ. (이탈리아어 r, 스페인어 rr와 같은 전동음 [r]도 가능.) |
| S      | s      | so 소                                           | /s/     | 한국어 "사·서·소·수" 따위의 ㅅ.                                         |
| Ŝ      | ŝ      | ŝo 쇼                                           | /ʃ/     | 영어의 sh, 독일어의 sch.                                                |
| T      | t      | to 토                                           | /t/     | 한국어 어두의 ㄷ (다리), 이탈리아어나 스페인어의 t, 영어의 still의 t.   |
| U      | u      | u 우                                            | /u/     | 한국어의 ㅜ.                                                            |
| Ŭ      | ŭ      | ŭo 워, u hoketo 우 호케토                       | /u̯/     | 이중모음 aŭ, eŭ에서만 쓰인다. 글자 이름 ŭo는 예외.                      |
| V      | v      | vo 보                                           | /v/     | 영어의 v.                                                               |
| Z      | z      | zo 조                                           | /z/     | 영어: zoo 주[*]의 z, 중세 한국어의 ㅿ.                                  |
| Q[2]   | q      | kuo 쿠오                                        |         | 외래어용                                                                |
| W[2]   | w      | duobla-vo 두오블라보, ĝermana vo 제르마나 보[3] |         | 외래어용 "이중 v", "게르만식 v"                                         |
| X[2]   | x      | ikso 익소                                       |         | 외래어용                                                                |
| Y[2]   | y      | ipsilono 입실로노                               |         | 외래어용 (그리스 문자 Υ의 이름을 땀)                                    |
자음 가운데 5자(ĉ, ĝ, ĥ, ĵ, ŝ)는 곡절 부호(에스페란토: cirkumflekso 치르쿰플렉소 또는 에스페란토: ĉapeleto 차펠레토)가, 1자(ŭ)는 반달표(에스페란토: hoketo 호케토)가 붙어 있다. ("ĉapeleto"는 "작은 모자"를, "hoketo"는 "작은 갈고리"를 뜻한다.)

## 역사
컬로처이 칼만과 가스통 바랭기앵에 따르면, 에스페란토 알파벳은 체코어 알파벳에 영향을 받았다고 한다.:26
체코 알파벳에서는
Č, Š, Ů
등의, 반대 곡절 부호나 고리가 붙은 글자들을 사용한다. 반면 에스페란토는 반대 곡절 부호 (Č) 대신 곡절 부호(Ĉ)를 사용한다.
초기 에스페란토에서는 오늘날의 곡절 부호 대신 폴란드어 알파벳과 같은 양음 부호를 사용하였으나,:53 이는 제1서에서 오늘날의 반대 곡절 부호로 대체되었다.
| 초기 에스페란토 | ć | dź | h́ | ś | ź |
| 현대 에스페란토 | ĉ | ĝ  | ĥ | ŝ | ĵ |

## 발음 구별 기호의 대체
유니코드 이전에는 많은 타자기나 전산 체계들이 발음 구별 기호(곡절 부호 및 반달표)를 다룰 수 없었다. 이럴 때는 다음과 같이 표기할 수 있는 글자로 치환하여 사용되었다.
|        | ĉ  | ĝ  | ĥ  | ĵ  | ŝ  | ŭ  |
| ------ | -- | -- | -- | -- | -- | -- |
| H-체계 | ch | gh | hh | jh | sh | u  |
| X-체계 | cx | gx | hx | jx | sx | ux |
H-체계는 푼다멘토에서 권고하는 체계로, X-체계보다 더 오래되었으나, 약간 모호하다. 예를 들어, ĉashundo 차스훈도(사냥개)는 H-체계로는 "chashundo"가 되는데, 이는 *ĉaŝundo 차슌도로 잘못 읽기 쉽다. X-체계는 모호하지 않으나 ("x"는 에스페란토에서 쓰이지 않는다), 다른 유럽 언어의 "x"와 전혀 다른 용도로 쓰이므로 다소 보기에 이상할 수 있다.
스테파노 라 콜라(이탈리아어: Stefano la Colla, eo:Stefano la Colla)는 자음 위에 곡절 부호를 사용할 수 없을 때, 대신 그 다음에 오는 모음에 곡절 부호를 사용하는 것을 제안하였다.:26 이는 프랑스어에서는 Â, Ê, Î, Ô, Û 등의 문자를 사용하기 때문이다. 예를 들어,
ŝanĝi → sângî
가 된다. 그러나 이는 널리 쓰이지 않았다. 또한, 이 표기법으로는 ŝtono(돌) 등의 단어를 쓰기 힘들다.

## 무선 통신 및 컴퓨터
ISO/IEC 8859 가운데 ISO/IEC 8859-3(남유럽)은 모든 에스페란토 문자를 포함한다. 유니코드에서는 에스페란토의 특수 문자는 라틴 확장-A(Latin Extended-A) 블록에 포함되어 있다.
|                     | ĉ      | ĝ      | ĥ      | ĵ      | ŝ      | ŭ      |
| ------------------- | ------ | ------ | ------ | ------ | ------ | ------ |
| 유니코드 (대문자)   | U+0108 | U+011C | U+0124 | U+0134 | U+0154 | U+016C |
| 유니코드 (소문자)   | U+0109 | U+011D | U+0125 | U+0135 | U+015D | U+016D |
| ISO 8859-3 (대문자) | C6     | D8     | A6     | AC     | DE     | DD     |
| ISO 8859-3 (소문자) | E6     | F8     | B6     | BC     | FE     | FD     |
아날로그로, 전화나 아마추어 라디오로 통신을 할 때는 잡음 때문에 철자 등을 올바르게 전달하기 힘들므로, 통화표를 쓴다. 세계 에스페란토 협회에서는 에스페란토 알파벳 28자에 대한 통화표를 제정하였는데, 다음과 같다.
asfalto, barbaro, centimetro, ĉefo, doktoro, elemento, fabriko, gumo, ĝirafo, hotelo, ĥaoso, insekto, jubileo, ĵurnalo, kilogramo, legendo, maŝino, naturo, oktobro, papero, rekordo, salato, ŝilingo, triumfo, universo, universo-hoko, vulkano, zinko
각 낱말은 (universo-hoko를 제외하고) 그 머리글자를 뜻한다. 다만, 에스페란토의 음운론 상 Ŭ로 시작하는 단어는 (의성어를 제외하고) 없으므로 부득이 "universo-hoko"를 쓴다. 에스페란토 알파벳에 없는 글자(Q, W, X, Y, ß 등)는 통상적인 글자 이름(kuo, ikso 등)을 쓴다.

## 기타 문자
28자의 로마자 알파벳 말고도, 에스페란토를 표기하기 위한 다른 문자 체제들이 있으나, 특수한 경우를 제외하고는 쓰이지 않는다.

### 키릴 문자
소비에트 연방 시절에, 동유럽의 에스페란토 사용자들은 로마자를 손쉽게 인쇄할 방법이 없었고, 대신 에스페란토를 키릴 문자로 표기하였다.
| 로마자    | a | b | c | ĉ | d | e     | f | g   | ĝ   | h     | ĥ | i   | j   | ĵ | k | l | m | n | o | p | r | s | ŝ | t | u | ŭ   | v | z |
| 키릴 문자 | а | б | ц | ч | д | є/е/э | ф | г/ґ | џ/щ | ћ/ъ/г | х | і/и | ј/й | ж | к | л | м | н | о | п | р | с | ш | т | у | ў/у | в | з |
기타
ja: я/йа/ја
je: е/є/йє/йе/йэ/јє/је
ji: ї/йи/йі/јі/ји
jo: ё/йо/јо
ju: ю/йу/ју
ŝĉ: щ/шч
ŝt: щ/шт
이 가운데 є, ґ, і, ї는 우크라이나어 문자에만 포함되어 있고, 러시아 문자에는 포함되어 있지 않다. 그리고 이 가운데 џ, ћ, ј는 세르비아어 문자와 마케도니아어 문자(ћ 제외)에만 포함되어 있고, 러시아 문자에는 포함되어 있지 않다. 또, ў, і는 벨라루스어와 우즈베크어 문자(і 제외)에만 포함되어 있는 문자다. 만약 이런 글자들을 쓸 수 없다면, џ, ћ, ў를 щ, ъ, у로 대체하기도 했다.

### 점자와 지문자

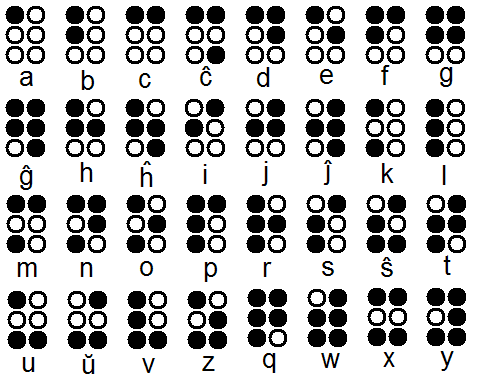
에스페란토 점자

에스페란토는 점자로도 표기할 수 있다. 곡절 부호(^)는 6번 점(⠠)을 추가해 나타낸다. 즉, ⠉(c) → ⠩(ĉ), ⠛(g) → ⠻(ĝ) 따위다. ŭ(⠬)는 u(⠥)의 1번 점을 4번 점으로 옮긴 것이다. 이에 따라, 2-4-5-6 점자(⠺)는 ĵ를 나타내게 된다. 이는 표준 점자에서는 w를 나타내는 점자이다. 만약 에스페란토에서 고유 명사 등에 W를 쓸 필요가 있으면 2-3-4-5-6 점자(⠾)를 쓴다.
| 로마자 | a | b | c | ĉ | d | e | f | g | ĝ | h | ĥ | i | j | ĵ | k | l | m | n | o | p | r | s | ŝ | t | u | ŭ | v | z |
| 점자   | ⠁ | ⠃ | ⠉ | ⠩ | ⠙ | ⠑ | ⠋ | ⠛ | ⠻ | ⠓ | ⠳ | ⠊ | ⠚ | ⠺ | ⠅ | ⠇ | ⠍ | ⠝ | ⠕ | ⠏ | ⠗ | ⠎ | ⠮ | ⠞ | ⠥ | ⠬ | ⠧ | ⠵ |

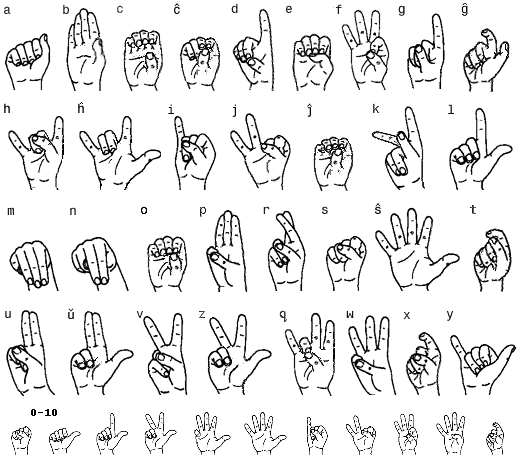
에스페란토 지문자

에스페란토를 지문자(指文字, fingerspelling)로도 쓸 수 있다. 이는 한국 수화나 미국 수화 등 수화 언어가 아니라, 단순히 에스페란토 철자를 수화로써 나타내는 것이다.

### 기타 체계
이 밖에도, 텡과르를 사용한 표기법 이나 쇼 문자(Shavian alphabet)를 사용한 표기법 등이 제안되었지만, 취미 이상으로 쓰이지 않는다.

## 발음

### 모음
모음이 5개밖에 없기 때문에, 구별 가능한 한도 내에서 미묘한 모음 변화는 허용하고 있다.
|        | 전설 | 후설 |
| ------ | ---- | ---- |
| 고모음 | i    | u    |
| 중모음 | e    | o    |
| 저모음 | a    | a    |

### 자음
|        | 양순 | 양순 | 순치 | 순치 | 치경 | 치경 | 후치경 | 후치경 | 경구개 | 경구개 | 연구개 | 연구개 | 성문 | 성문 |
| 파열음 | p    | b    |      |      | t    | d    |        |        |        |        | k      | g      |      |      |
| 비음   |      | m    |      |      |      | n    |        |        |        |        |        |        |      |      |
| 전동음 |      |      |      |      |      | r    |        |        |        |        |        |        |      |      |
| 마찰음 |      |      | f    | v    | s    | z    | ʃ      | ʒ      |        |        |        | x      |      | h    |
| 파찰음 |      |      |      |      | ts   |      | tʃ     | dʒ     |        |        |        |        |      |      |
| 설측음 |      |      |      |      |      | l    |        |        |        |        |        |        |      |      |
| 접근음 |      |      |      |      |      |      |        |        |        | j      |        |        |      |      |
이 가운데, /r/은 탄음 [ɾ]이나 전동음 [r] 둘 다 가능하다.

### 음운 변화
같은 모음이 반복되는 경우, 보통 성문 파열음 [ʔ]을 삽입한다. 예를 들어, heroo [heˈroʔo].
두 개의 자음이 연속으로 있으면, 자음 동화가 일어날 수 있다. 예를 들어,
- 유성음 앞에서 무성음이 유성음화: ekzemple [egˈzemple]
- 무성음 앞에서 유성음이 무성음화: subteni [supˈteni]